# Ingalls (Indiana)
Ingalls es un pueblo ubicado en el condado de Madison en el estado estadounidense de Indiana. En el Censo de 2010 tenía una población de 2394 habitantes y una densidad poblacional de 598,27 personas por km².

## Geografía
Ingalls se encuentra ubicado en las coordenadas 39°57′23″N 85°48′21″O / 39.95639, -85.80583. Según la Oficina del Censo de los Estados Unidos, Ingalls tiene una superficie total de 4 km², de la cual 3.92 km² corresponden a tierra firme y (2.14%) 0.09 km² es agua.

## Demografía
Según el censo de 2010, había 2394 personas residiendo en Ingalls. La densidad de población era de 598,27 hab./km². De los 2394 habitantes, Ingalls estaba compuesto por el 92.44% blancos, el 3.05% eran afroamericanos, el 0.42% eran amerindios, el 0.33% eran asiáticos, el 0% eran isleños del Pacífico, el 1.42% eran de otras razas y el 2.34% pertenecían a dos o más razas. Del total de la población el 3.93% eran hispanos o latinos de cualquier raza.